# Unió a proteïnes plasmàtiques
L'eficàcia d'un fàrmac pot ser afectada pel grau d'unió a les proteïnes dins del plasma sanguini. Es tracta de la mínima part unida d'un fàrmac que pot travessar de manera eficient les membranes cel·lulars o difondre's. Les proteïnes comunes a les quals s'uneix un fàrmac són l'albúmina serosa humana, les lipoproteïnes, glicoproteïnes α, ß, i les γ globulines.
Un fàrmac en la sang existeix en dues formes lligat o solt. Depenent de l'afinitat específica del medicament amb el plasma, una proporció del mateix pot unir-se a les proteïnes del plasma i la resta quedar lliure, si la interacció molecular proteínica és reversible, aleshores existirà un equilibri químic entre els estats lliure i lligat, tal:
Proteïna + fàrmac ⇌ Complex Fàrmac-Proteïna
Notablement, és la fracció lliure la que exhibeix els efectes farmacològics. És també la proporció lliure la que pot ser metabolitzada o excretada. Per exemple la fracció límit de l'anticoagulant warfarina és un 97%. Això significa que la quantitat de Warfarina en la sang un 97% està unida a les proteïnes del plasma. El romanent 3% és la quantitat activa i que pot és excretada.
La unió proteínica pot influir en la vida mitjana d'eliminació en el cos. La proporció lligada pot actuar com un dipòsit o reserva del fàrmac que és alliberat lentament com proporció lliure. Mentre que la part lliure és metabolitzada o excretada del cos, la proporció lligada serà alliberada a fi de mantenir l'equilibri.
Atès que l'albúmina és lleugerament bàsica, els fàrmacs àcids o neutrals s'uniran primàriament a ella. Si l'albúmina es satura, llavors els fàrmacs s'uniran a les lipoproteïnes. Els fàrmacs de perfil bàsic s'uniran a l'àcida alfa-1 glicoproteïna àcida. Això és rellevant, ja que diverses condicions mèdiques poden afectar els nivells d'albúmina, alfa-1 glicoproteïna àcida i lipoproteïnes.